# Гудима Олександр Васильович

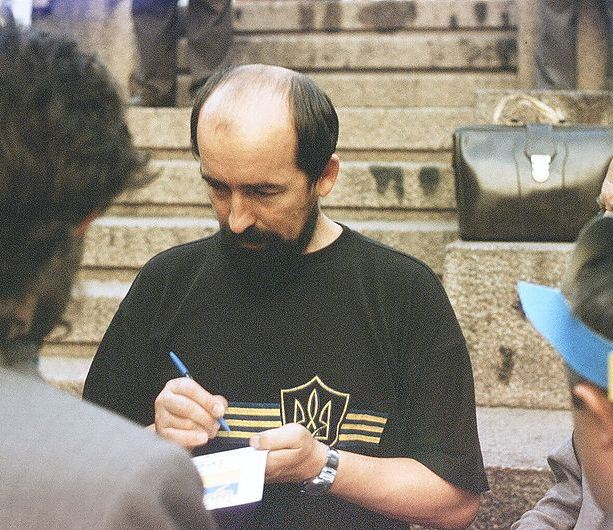
Олександр Гудима

Олекса́ндр Васи́льович Гуди́ма (*3 січня 1950, с. Вишківці, Немирівський район, Вінницька область) — народний депутат України 1 скликання (1990—1994 роки). Почесний громадянин Луцька.

## Біографія
Народився в родині селян. Освіта вища: вчитель математики (Харківський державний університет імені О. М. Горького), вчитель історії (Луцький державний педагогічний інститут імені Лесі Українки). Одружений, має двоє дітей.
1967 Різнороб колгоспу. 1968 Служба в Радянській Армії. 1971 Водій автокрану, монтажник-висотник будівельного тресту N 86 м. Харкова. 1972 Студент механіко-математичного факультету Харківського державного університету імені О. М. Горького. 1977 Викладач СПТУ-5 Золочівського району Харківської обл.
1980 Вчитель трудового навчання школи № 9, м. Луцьк. 1984 Викладач педучилища, м. Луцьк. Закінчив заочно історичний факультет Луцького державного педагогічного інституту ім. Лесі Українки.
Член КПРС з 1971 року; депутат обласної Ради; член НРУ; Член ДемПУ; член ХДПУ; з грудня 1995 р. голова Всеукраїнської громадської організації «Українське православне братство св. Андрія Первозванного». Висунутий кандидатом в народні депутати радою Луцької міської організації товариства «Зелений світ». 18 березня 1990 обраний Народним депутатом України, 2-й тур 61.05 % голосів, 20 претендентів. Входив до Народної Ради, фракція Народного руху України, фракції Конгресу національно-демократичних сил. Член Комісії ВР України з питань культури та духовного відродження.
Кандидат у Народні депутати України Верховної Ради XIII скликання (1994), висунутий виборцями. 1-й тур — 3,47 % 7-ме місце з 20-ти претендентів.
У 1992—1994 рр. на Волині допомагав громадам УПЦ (МП) переходити в УПЦ КП.